# Krest
Krest (укр. Крест) — це безалкогольний напій, вироблений фірмою The Coca-Cola Company, на острові Мальта. Напій був представлений в 1997 році в звичайній та дієтичній версіях. Виготовлений з гірких апельсинів, його смак залишається відмінним від більш популярного напою Kinnie (укр. Кінні), який також є місцевим напоєм для Мальти.
1 січня 2008 року назва напою змінилася на Fanta Amara.
Krest також є торговою маркою компанії "The Coca-Cola Company" в багатьох країнах Африки та на Близькому Сході. Бувають різновиди: лимонад, гіркий лимон та імбирний ель.